# Roszkowice (Lubsza)

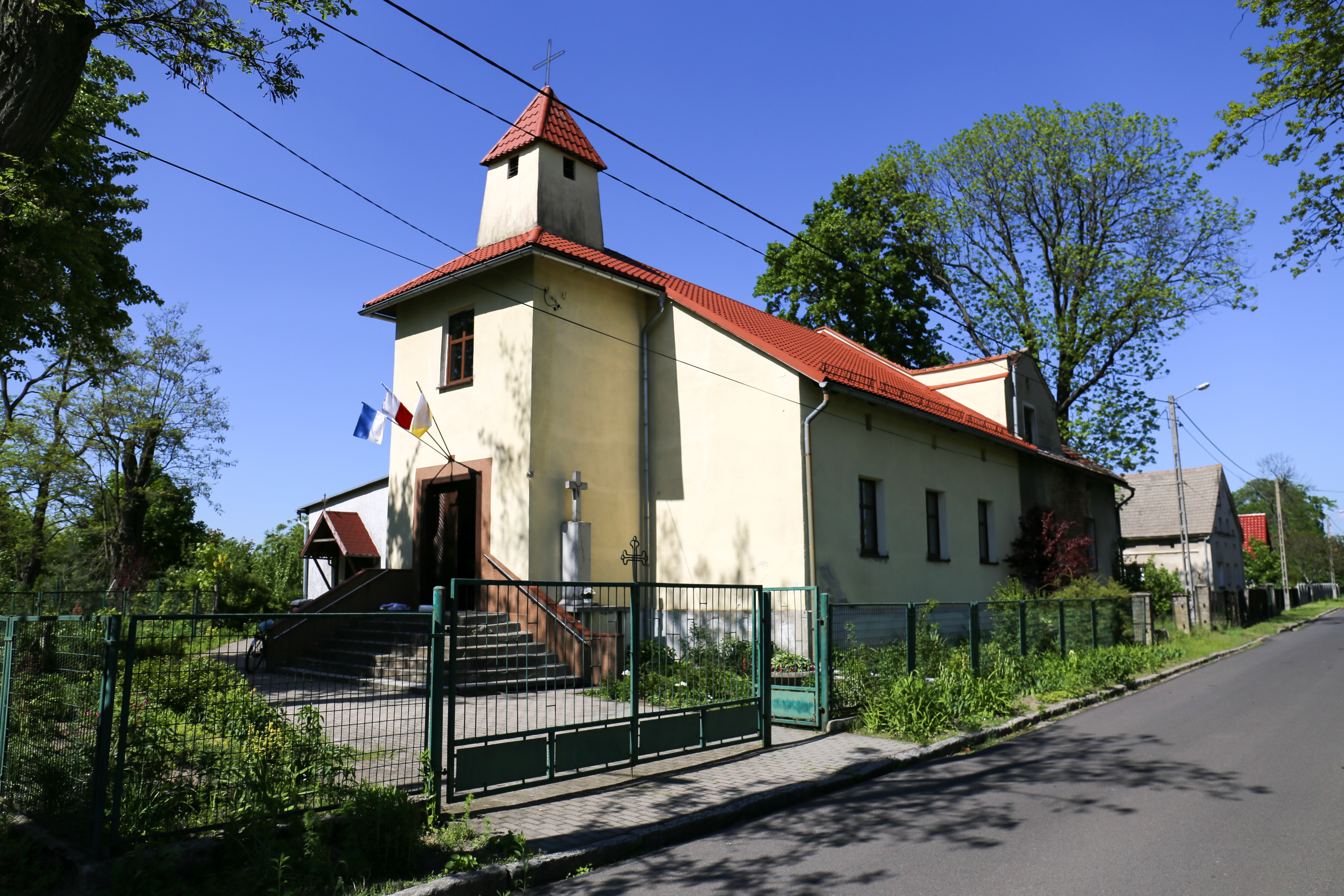
Roszkowice

Roszkowice (deutsch Raschwitz) ist ein Dorf in Niederschlesien. Der Ort liegt in der Gmina Lubsza im Powiat Brzeski in der polnischen Woiwodschaft Opole.

## Geographie

### Geographische Lage
Das Straßendorf Roszkowice liegt rund 14 Kilometer östlich vom Gemeindesitz Lubsza (Leubusch), ca. 20 Kilometer nordöstlich der Kreisstadt Brzeg (Brieg) und rund 40 Kilometer nordwestlich der Woiwodschaftshauptstadt Opole. Der Ort liegt in der Nizina Śląska (Schlesische Tiefebene) innerhalb der Równina Oleśnicka (Oelser Ebene). Roszkowice liegt im Landschaftsschutzpark Stobrawski umgeben von weitläufigen Waldgebieten.

### Ortsteile
Ortsteile von Roszkowice ist der Weiler Kopalina (Kopa). 

### Nachbarorte
Nachbarorte von Roszkowice sind im Westen Tarnowiec (Tarnowitz), im Norden Bąkowice (Bankwitz) und im Süden Kurznie (Kauern).

## Geschichte
Der Ortsname leitet sich aus dem Slawischen ab und bedeutet in etwa „Angenehmer Ort, Freudenort“.
Nach dem Ersten Schlesischen Krieg 1742 fiel Raschwitz zusammen mit dem größten Teil Schlesiens an Preußen. 
Nach der Neugliederung Preußens gehörte die Landgemeinde Raschwitz ab 1815 zur Provinz Schlesien und war ab 1816 dem Landkreis Brieg eingegliedert, mit dem es bis 1945 verbunden blieb. 1874 wurde der Amtsbezirk Mangschütz gegründet, welcher die Landgemeinden Mangschütz und Tarnowitz und den Gutsbezirk Mangschütz umfasste. 1885 zählte Raschwitz 448 Einwohner.
1933 zählte Raschwitz 435, 1939 wiederum 409 Einwohner. Bis 1945 befand sich der Ort im Landkreis Brieg.
Als Folge des Zweiten Weltkriegs fiel Raschwitz 1945 wie fast ganz Schlesien an Polen, wurde in Roszkowice umbenannt und der Woiwodschaft Breslau angegliedert. Die deutsche Bevölkerung wurde, soweit sie nicht vorher geflohen war, weitgehend vertrieben. Die neu angesiedelten Bewohner waren zum Teil Heimatvertriebene aus Ostpolen. 1950 kam der Ort zur Woiwodschaft Opole, 1999 zum Powiat Brzeski.

## Sehenswürdigkeiten
- Kapelle St. Josef